# Rudawnik
Rudawnik (Desmalopex) – rodzaj ssaków z podrodziny Pteropodinae w obrębie rodziny rudawkowatych (Pteropodidae).

## Rozmieszczenie geograficzne
Rodzaj obejmuje gatunki występujące endemicznie w Filipinach.

## Morfologia
Długość ciała 133–240 mm, długość ucha 26–28 mm, długość tylnej stopy 29–46 mm, długość przedramienia 97–145 mm; masa ciała 129–375 g.

## Systematyka
Rodzaj zdefiniował w 1907 roku amerykański botanik i zoolog Gerrit Smith Miller w artykule zatytułowanym Rodziny i rodzaje nietoperzy, opublikowanym w czasopiśmie „Bulletin of the United States National Museum”. Gatunkiem typowym jest (oryginalne oznaczenie) rudawnik białoskrzydły (D. leucopterus), którego opisał w 1853 roku holenderski zoolog Coenraad Jacob Temminck.

### Etymologia
Desmalopex (Desmaplex): gr. δεσμα desma, δεσματος desmatos ‘przepaska’; αλωπηξ alōpēx, αλωπεκος alōpekos ‘lis’.

### Podział systematyczny
Takson wskrzeszony z rodzaju Pteropus. Do rodzaju należą następujące gatunki:
| Grafika | Gatunek                     | Autor i rok opisu                                | Nazwa zwyczajowa       | Podgatunki         | Rozmieszczenie geograficzne                            | Podstawowe wymiary                                            | Status IUCN |
| ------- | --------------------------- | ------------------------------------------------ | ---------------------- | ------------------ | ------------------------------------------------------ | ------------------------------------------------------------- | ----------- |
|         | Desmalopex leucopterus      | (Temminck, 1853)                                 | rudawnik białoskrzydły | gatunek monotypowy | Luzon i Catanduanes; zakres wysokości: 0–1200 m n.p.m. | DC: 18,5–24 cm DO: bezogonowy DP: 13,5–14,5 cm MC: 250–375 g  | VU          |
|         | Desmalopex microleucopterus | Esselstyn, H.J.D. Garcia, Saulong & Heaney, 2008 | rudawnik malutki       | gatunek monotypowy | Mindoro; zakres wysokości: 0–750 m n.p.m.              | DC: 13,3–15,5 cm DO: bezogonowy DP: 9,7–10,3 cm MC: 129–156 g | EN          |

Kategorie IUCN:  VU  – gatunek narażony,  EN  – gatunek zagrożony.